# Cúp bóng đá nữ châu Á 2008
Cúp bóng đá nữ châu Á 2008 (tiếng Anh: AFC Women's Asian Cup 2008) là giải Cúp bóng đá nữ châu Á lần thứ 16, được Việt Nam đăng cai từ 28 tháng 5 đến 8 tháng 6. CHDCND Triều Tiên giành chức vô địch lần thứ ba sau khi vượt qua Trung Quốc với tỉ số 2-1 ở trận chung kết.

## Phân loại hạt giống
Lễ bốc thăm được tổ chức vào ngày 18 tháng 4 năm 2008 tại Thành phố Hồ Chí Minh, Việt Nam.
| - 1 Trung Quốc - 2 Úc - 3 CHDCND Triều Tiên - 4 Nhật Bản | - 5 Đài Bắc Trung Hoa - 6 Hàn Quốc - 7 Thái Lan - 8 Việt Nam (chủ nhà) |

## Sân vận động
- Sân vận động Thống Nhất
- Sân vận động Quân khu 7[4]

## Vòng bảng
Giờ thi đấu tính theo giờ địa phương (UTC+7).

### Bảng A
| Đội               | Tr | T | H | B | BT | BB | HS  | Đ |
| ----------------- | -- | - | - | - | -- | -- | --- | - |
| CHDCND Triều Tiên | 3  | 3 | 0 | 0 | 9  | 0  | +9  | 9 |
| Trung Quốc        | 3  | 2 | 0 | 1 | 6  | 2  | +4  | 6 |
| Việt Nam          | 3  | 1 | 0 | 2 | 1  | 4  | −3  | 3 |
| Thái Lan          | 3  | 0 | 0 | 3 | 1  | 11 | −10 | 0 |

| CHDCND Triều Tiên                                                          | 5-0      | Thái Lan |
| -------------------------------------------------------------------------- | -------- | -------- |
| Kim Kyong-Hwa 8', 39' · Ri Kum-Suk 30' · Ri Un-Suk 51' · Kim Yong-Ae 90+1' | Chi tiết |          |

| Trung Quốc  | 1-0      | Việt Nam |
| ----------- | -------- | -------- |
| Từ Viện 31' | Chi tiết |          |

| Việt Nam | 0-3      | CHDCND Triều Tiên                           |
| -------- | -------- | ------------------------------------------- |
|          | Chi tiết | Ri Un-Gyong 11' (pen) · Ri Kum-Suk 39', 67' |

| Thái Lan        | 1-5      | Trung Quốc                                                     |
| --------------- | -------- | -------------------------------------------------------------- |
| Nisa Romyen 37' | Chi tiết | Lưu Tạp 11' · Khúc Phi Phi 20', 73' · Từ Viện 22' · Phổ Vĩ 86' |

| Trung Quốc | 0-1      | CHDCND Triều Tiên |
| ---------- | -------- | ----------------- |
|            | Chi tiết | Ri Un-Gyong 34'   |

| Việt Nam             | 1-0      | Thái Lan |
| -------------------- | -------- | -------- |
| Đoàn Thị Kim Chi 70' | Chi tiết |          |

### Bảng B
| Đội               | Tr | T | H | B | BT | BB | HS  | Đ |
| ----------------- | -- | - | - | - | -- | -- | --- | - |
| Nhật Bản          | 3  | 2 | 0 | 1 | 15 | 4  | +11 | 6 |
| Úc                | 3  | 2 | 0 | 1 | 7  | 3  | +4  | 6 |
| Hàn Quốc          | 3  | 2 | 0 | 1 | 5  | 3  | +2  | 6 |
| Đài Bắc Trung Hoa | 3  | 0 | 0 | 3 | 0  | 17 | −17 | 0 |

| Úc                                              | 4-0      | Đài Bắc Trung Hoa |
| ----------------------------------------------- | -------- | ----------------- |
| Garriock 19', 42' · Tristram 51' · De Vanna 82' | Chi tiết |                   |

| Nhật Bản     | 1-3      | Hàn Quốc                                  |
| ------------ | -------- | ----------------------------------------- |
| Nagasato 10' | Chi tiết | Cha Yun-Hee 18' · Park Hee-Young 31', 54' |

| Đài Bắc Trung Hoa | 0-11     | Nhật Bản |
| ----------------- | -------- | --- |
|                   | Chi tiết | Sameshima 21' · Utsugi 29', 65' · Ando 51' · Arakawa 55' · Maruyama 66', 89' · Goto 76' · Kato 81' · Lý Tú Cầm 82' (l.n.) · Nagasato Yuki 90+1' |

| Hàn Quốc | 0-2      | Úc                       |
| -------- | -------- | ------------------------ |
|          | Chi tiết | Perry 30' · De Vanna 69' |

| Úc               | 1-3      | Nhật Bản                            |
| ---------------- | -------- | ----------------------------------- |
| Polkinghorne 70' | Chi tiết | Ando 8' · Nagasato 33' · Miyama 50' |

| Hàn Quốc                           | 2-0    | Đài Bắc Trung Hoa |
| ---------------------------------- | ------ | ----------------- |
| Kim Yoo-Mi 23' · Kim Soo-Yun 90+2' | Report |                   |

## Vòng đấu loại trực tiếp
|  | Bán kết           | Bán kết    |                   |   | Chung kết | Chung kết |
|  |                   |            |                   |   |           |           |
|  | 5 tháng 6         |            |                   |   |           |           |
|  |                   |            |                   |   |           |           |
|  | CHDCND Triều Tiên | 3          |                   |   |           |           |
|  | CHDCND Triều Tiên | 3          | 8 tháng 6         |   |           |           |
|  | Úc                | 0          |                   |   |           |           |
|  | Úc                | 0          | CHDCND Triều Tiên | 2 |           |           |
|  | 5 tháng 6         |            | CHDCND Triều Tiên | 2 |           |           |
|  |                   | Trung Quốc | 1                 |   |           |           |
|  | Nhật Bản          | Trung Quốc | 1                 | 1 |           |           |
|  | Nhật Bản          |            |                   | 1 |           |           |
|  | Trung Quốc        | 3          |                   |   |           |           |
|  | Trung Quốc        | 3          | Tranh hạng ba     |   |           |           |
|  |                   |            |                   |   |           |           |
|  | 8 tháng 6         |            |                   |   |           |           |
|  |                   |            |                   |   |           |           |
|  | Úc                | 0          |                   |   |           |           |
|  | Úc                | 0          |                   |   |           |           |
|  | Nhật Bản          | 3          |                   |   |           |           |

### Bán kết
| CHDCND Triều Tiên       | 3-0      | Úc |
| ----------------------- | -------- | -- |
| Ri Kum-Suk 2', 41', 60' | Chi tiết |    |

| Nhật Bản | 1-3      | Trung Quốc                            |
| -------- | -------- | ------------------------------------- |
| Sawa 47' | Chi tiết | Vương Đan Đan 63', 68' · Hàn Đoan 75' |

### Tranh hạng ba
| Úc | 0-3      | Nhật Bản                             |
| -- | -------- | ------------------------------------ |
|    | Chi tiết | Nagasato 15' · Miyama 78' · Sawa 86' |

### Chung kết
| CHDCND Triều Tiên                | 2-1      | Trung Quốc     |
| -------------------------------- | -------- | -------------- |
| Ri Kum-Suk 55' · Lee Yung-Ae 68' | Chi tiết | Tất Nghiên 12' |

| Vô địch Cúp bóng đá nữ châu Á 2008 |
| ---------------------------------- |
| · CHDCND Triều Tiên · Lần thứ ba   |